# Pacific Point
Der Pacific Point ist ein abgerundetes Kap an der Nordwestküste von Zavodovski Island im Archipel der Südlichen Sandwichinseln.
Wissenschaftler der britischen Discovery Investigations, die das Gebiet 1930 vermaßen, benannten es als Low Point. Die heutige Benennung geht auf eine Empfehlung des UK Antarctic Place-Names Committee aus dem Jahr 1953 zurück. Namensgeber ist der Schoner Pacific, mit dem Kapitän James Brown 1830 unweit des Kaps auf Zavodovski Island anlandete.